# L'ultima spiaggia (film 1959)
L'ultima spiaggia (On the Beach) è un film del 1959 prodotto e diretto da Stanley Kramer, interpretato da Gregory Peck, Anthony Perkins, Fred Astaire e Ava Gardner.
Tratto dall'omonimo romanzo distopico e fantapolitico-postapocalittico del 1957 dello scrittore anglo-australiano Nevil Shute, è incentrato sulle vicende che si svolgono negli ultimi mesi dell'esistenza della vita sulla Terra prima della sua fine annunciata.
Il titolo del film ha dato origine al modo di dire "essere (o trovarsi) all'ultima spiaggia".

## Trama
In un futuro non lontano (il film è del 1959 e l'epoca narrata è il 1964, mentre nel romanzo è il 1963), circa un anno dopo la terza guerra mondiale, quella nucleare, che si è risolta con la distruzione reciproca delle potenze dell'emisfero settentrionale.
A seguito di ciò, tale zona della Terra è completamente radioattiva e a essere rimaste escluse dalla contaminazione sono le zone più meridionali del mondo, il Sudafrica, il Sudamerica e l'Oceania, anche se il fallout radioattivo, portato dalle correnti, sta avvelenando progressivamente tutte le terre emerse.
Il capitano di vascello Towers, della marina statunitense, al comando di un equipaggio che apparentemente è l'ultimo sopravvissuto di tutta la flotta navale del suo Paese, incrocia con il suo sommergibile USS Sawfish verso Melbourne, in Australia, l'avamposto più meridionale delle terre non ancora toccate dalla radioattività.
Dalla narrazione si evince che quanto rimane degli alti comandi militari statunitensi si trovi di stanza a Brisbane, nel Queensland.
A Melbourne l'ammiraglio Bridie, un anziano ufficiale che ha combattuto durante la seconda guerra mondiale al seguito delle forze dell'Impero britannico, è al comando della Marina Militare e ha come attendente una giovane guardiamarina, Osgood, ligia al suo dovere anche di fronte all'eventualità che quelle che seguono possono essere le ultime settimane di vita del genere umano.
L'ammiraglio Bridie ordina al tenente di vascello Holmes, esperto in sistemi nucleari, di affiancare il comandante americano per aiutarlo a valutare la fondatezza della teoria di alcuni scienziati, secondo i quali al polo nord il livello di radioattività dovrebbe essere più basso che nell'immediata vicinanza delle zone dove avvennero le esplosioni nucleari.
Se ciò fosse verificato potrebbe esservi una possibilità di sopravvivenza per l'emisfero Sud; il sommergibile, adesso sotto il comando della flotta australiana, parte diretto verso l'oceano Artico.
La missione ha anche un altro scopo: in Australia viene ricevuto infatti un segnale radiotelegrafico, apparentemente codice Morse, proveniente dal sud della California; benché sia altamente improbabile che al di sopra dell'Equatore possa esservi ancora vita, a Towers viene ordinato di scoprire la fonte del segnale.
Durante i preparativi per la partenza del sommergibile si intrecciano diverse storie di varia umanità: la moglie del giovane ufficiale australiano Holmes, una ragazza dai modi a tratti infantili, non può o non vuole rendersi conto della fine imminente, anche perché la coppia ha una neonata, Jennifer, la cui madre non riesce a capacitarsi del fatto che non avrà un futuro.
Lo stesso Towers, che a Melbourne conosce una matura signora, Moira Davidson, che ha avuto molti amori e incline a consolarsi con l'alcol, parla ancora della sua famiglia al presente, come se sua moglie e i suoi figli fossero ancora vivi.
Mentre gli uomini sono in missione navale, Moira sa che il suo amore per Towers è senza speranza, sia perché ormai è troppo tardi per tutto, sia perché non può competere con i ricordi dell'ufficiale americano.
Spicca anche la figura del dottor Julian Osborne, un fisico nucleare: alla domanda postagli durante un ricevimento sulle responsabilità dell'olocausto nucleare, questi cinicamente risponde che la colpa è di «chi credette di poter mantenere la pace affidando la nostra difesa ad armi il cui utilizzo sarebbe stato un suicidio».
La spedizione si rivela un fallimento su tutta la linea: al polo nord la radioattività non è inferiore a quanto previsto o sperato; sulla strada del ritorno l'equipaggio si ferma al largo di San Francisco, dove uno dei marinai si getta in mare per raggiungere la terraferma: nonostante gli inviti a tornare a bordo, egli dichiara di voler morire lì perché quella è casa sua.
Il segnale radio, localizzato a San Diego, dove ancora funziona una centrale idroelettrica, non è altro che un caso: un militare munito di tuta protettiva scende a terra e scopre che a battere sul tasto del telegrafo è una bottiglia di Coca-Cola rimasta impigliata nella corda di una tendina che ogni tanto viene mossa dal vento.
Al ritorno in Australia Towers scopre di essere suo malgrado diventato il comandante in capo delle forze statunitensi: con humour nero, l'ammiraglio Bridie gli comunica di avere «telefonato a Brisbane, ma immagino che abbiano chiuso bottega» e che «adesso Lei è il comandante della flotta, incarico che immagino comporti, anche nella vostra marina, il grado di ammiraglio…».
Il dottor Osborne rileva un aumento delle radiazioni e un membro dell'equipaggio inizia a mostrarne i sintomi; il governo australiano organizza una distribuzione capillare a tutta la popolazione di dosi di veleno affinché ciascuno abbia la possibilità di praticare l'eutanasia nel momento in cui si manifesteranno gli effetti della radioattività.
La moglie di Holmes, in preda ormai alla disperazione, vuole cercare la salvezza per la sua bambina tentando la fuga in Inghilterra, senza considerare il fatto che quel Paese è ormai deserto come tutto il resto del mondo.
Il dottor Osborne, che ha acquistato una vecchia Ferrari da corsa, organizza un Gran Premio d'Australia nel quale tutti i concorrenti, tranne lui, moriranno a causa di incidenti durante la gara.
Soddisfatto di essere stato il vincitore, Osborne si chiuderà nel garage con la sua auto a motore acceso per morire intossicato dal monossido di carbonio.
Per le strade di Melbourne si organizzano veglie di preghiera (figura uno striscione con la scritta «There's still time, Brother», «C'è ancora tempo, fratello», sottinteso: «per pentirsi»).
L'equipaggio di Towers decide di tornare a morire nel proprio Paese e il comandante americano deve lasciare Moira.
Anche la moglie di Holmes, ormai rassegnata, capisce che non c'è più nulla da fare e decide di assumere la sua dose di veleno.
L'ultima sequenza del film mostra dapprima una San Francisco deserta, poi una piazza di Melbourne senza più nessuno, dove solo lo striscione con la scritta «C'è ancora tempo…» viene scosso dal vento.

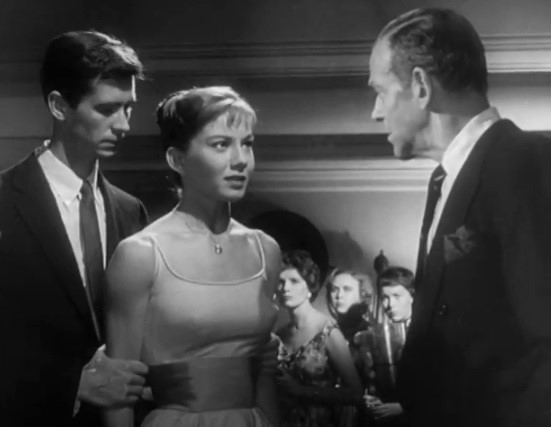
Anthony Perkins nel trailer

## Produzione
La fotografia è in bianco e nero ed è curata dall'italiano Giuseppe Rotunno; gli esterni sono ripresi in Australia e il sommergibile, stante il rifiuto della Marina statunitense a fornire un vero mezzo a propulsione nucleare, fu in realtà il HMS Andrew, natante britannico a propulsione tradizionale.

## Sviluppo dei temi del romanzo
Con qualche libertà di adattamento (ad esempio la presenza dell'ammiraglio australiano e della sua attendente, non presente nel romanzo; la sorgente del segnale telegrafico, nel romanzo a Seattle, nel film a San Diego; Moira, nel romanzo una giovane bionda di circa 25 anni e nel film interpretata dalla matura e affascinante Ava Gardner) il film riprende quasi per intero la trama del romanzo di Nevil Shute.
Il tema dell'olocausto nucleare è, in questo film, affrontato senza prendere posizione rispetto a chi ne sia stato l'iniziatore: l'unica presa di partito in tutto il film, infatti, è la citata frase dello scienziato Julian Osborne, il quale, lungi dall'attribuire la responsabilità del conflitto a una o all'altra delle parti in guerra, contesta alla base l'idea che con strumenti di distruzione di massa si fosse mai potuto pensare di mantenere la pace.
Il romanzo, e anche il film che da esso ne deriva, sono piuttosto attenti alle vicende personali dei vari protagonisti: la negazione dell'evidenza da parte della giovane moglie di Holmes, la quale si sforza di credere che per sé e la sua famiglia ci sia ancora un futuro; lo stesso comandante americano Towers, che conserva nella sua cabina una fotografia con sua moglie e i suoi due figli, mostra la volontà di rimanere fedele al ricordo dei suoi familiari nonostante non abbia più una famiglia. Quanto a Moira, l'australiana dalla vita turbolenta, capisce di essersi innamorata per la prima volta in vita sua quando oramai è tardi, non tanto e non solo perché non c'è più tempo, ma perché, come dice lei stessa a Osborne (suo cugino), se la moglie di Towers fosse viva lei combatterebbe per strapparglielo, ma ora che è morta non può combattere contro il suo ricordo.
La corsa organizzata da Osborne, una metafora della corsa agli armamenti atomici, il cosiddetto “Gran Premio d'Australia” (messo in scena, nella finzione cinematografica, sul circuito di Riverside in California), disputato senza alcun riguardo per i più elementari criteri di sicurezza e condotto al limite del rischio della vita, è altrettanto surreale del rifiuto di accettazione della realtà degli altri protagonisti: tranne Osborne, tutti i concorrenti muoiono, o nei roghi delle loro vetture uscite di strada o in collisione l'una con l'altra. L'impressione che se ne trae, alla luce della fine incombente, è che i partecipanti alla gara preferiscano il rischio di morire in quel modo piuttosto che attendere una fine ben più straziante. Lo stesso Osborne, nei suoi ultimi minuti di vita prima di darsi la morte, appone sul cofano motore della sua Ferrari la targa di “Vincitore del Gran Premio d'Australia 1964”, anche se è evidente che non vi saranno posteri a ricordare quella vittoria.
Lo humour nero della sequenza finale, che mostra una Melbourne deserta con lo striscione «C'è ancora tempo, fratello», è pari a quello dell'analoga sequenza de Dottor Stranamore di Stanley Kubrick di qualche anno dopo, quando sulla scena del fungo atomico che sancisce la fine della vita sulla Terra, Vera Lynn canta We'll Meet Again («Ci reincontreremo, non so dove, non so quando, ma so che ci reincontreremo in un giorno di sole…»).
Il realismo delle scene ben si inquadra nel filone apocalittico descritto, a posteriori, da James Berger, secondo il quale l'Umanità è in grado di figurarsi la fine della civiltà perché ne ha avuto esempi concreti nel corso del XX secolo: disastri ecologico-ambientali, campi di sterminio e, appunto, esplosioni atomiche e nucleari.

## Remake
Il film ebbe un remake per la TV nel 2000, dal titolo omonimo; produzione australiana e statunitense diretta da Russell Mulcahy, con Rachel Ward, Armand Assante e Bryan Brown.

## Riconoscimenti
Il film ha ricevuto due candidature ai Premi Oscar 1960 e ha vinto il Golden Globe per la migliore colonna sonora originale.
Nel 1959 il National Board of Review of Motion Pictures l'ha inserito nella lista dei migliori dieci film dell'anno.